# Anhanguera
Anhanguera ("stari vrag") bio je rod pterosaura pterodaktiloida iz donjokredske (aptij, prije 112 milijuna godina) formacije Santana u Brazilu. Njegovi primjerci pronađeni su u gornjim formacijama Chalk i Cambridge Greensand u Ujedinjenom Kraljevstvu (do kasnog cenomana, prije 94 milijuna godina). Taj je pterosaur u bliskom srodstvu s rodom Ornithocheirus i pripada porodici Ornithocheiridae unutar svoje vlastite potporodice, Anhanguerinae.

## Opis
Anhanguera je bila ribojed s rasponom krila od oko 4,5 metara. Kao i mnogi drugi ornitokajridi, Anhanguera je imala kružnu krestu s gornje i donje strane kraja čeljusti, koje su bile ispunjene kupastim, zakrivljenim zubima, različitih veličina i usmjerenja. Kao i mnogi njeni srodnici, čeljusti su joj bile uske, ali su se sprijeda proširivale u široku rozetu oblika žlice. Od svojih se srodnika može razlikovati po malim razlikama u kresti i zubima: za razliku od vrlo bliskih rodova Coloborhynchus i Ornithocheirus, kresta na gornjoj čeljusti kod Anhanguere nije počinjala na vrhu njuške, već se nalazila više nstraga na čeljusti. Kao i mnogi ornitokajroidi, (najviše kod pteranodonata, ali i kod ornitokajrida kao što je Ludodactylus) Anhanguera je imala još jednu krestu na stražnjoj strani lubanje. Ona je, međutim, bila reducirana na maleno, tupo ispupčenje.
Jedno istraživanje iz 2003. pokazalo je da je Anhanguera zbog strukture unutarnjeg uha držala glavu pod uglom u odnosu na tlo, što joj je pomagalo da održi ravnotežu.

## Klasifikacija i vrste
Postoji nekoliko priznatih vrsta roda Anhanguera. A. santanae i A. blittersdorfi poznate su iz nekoliko ostataka, uključujući i lubanje iz formacije Santana u Brazilu. A. cuvieri i A. fittoni, isprva opisane kao vrste roda Pterodactylus, a potom roda Ornithocheirus, potječu iz malo mlađih stijena (albij) u Engleskoj. Djelići kostiju pterosaura koji su možda bili u srodstvu s rodom Anhanguera također su pronađeni u Queenslandu (Australija). Temeljito istražena vrsta A. piscator priključena je rodu Coloborhynchus (Veldmeijer, 2003.).

### Popis vrsta i sinonima
Vrste koje različiti znanstvenici od 2000. priključuju rodu Anhanguera su:
- ?Anhanguera cuvieri (Bowerbanks 1851.) = Ornithocheirus cuvieri = Pterodactylus cuvieri Bowerbank 1851. [sada se klasificira kao Cimoliopterus]
- ?Anhanguera fittoni (Owen 1858.) = Pterodactylus fittoni Owen 1858.
- ?Anhanguera araripensis[4] (Wellnhofer 1985.) = Santanadactylus araripensis Wellnhofer 1985. [također se klasificira kao Coloborhynchus]
- Anhanguera blittersdorffi Campos & Kellner 1985. tipična vrsta [također se klasificira kao Coloborhynchus]
- Anhanguera santanae (Wellnhofer 1985.) = Araripesaurus santanae Wellnhofer 1985.
- ?Anhanguera robustus (Wellnhofer 1987.) = Tropeognathus robustus Wellnhofer 1987. [također se klasificira kao Coloborhynchus]
- ?Anhanguera ligabuei (Dalla Vecchia 1993.) = Cearadactylus ligabuei Dalla Vecchia 1993. [također se klasificira kao Coloborhynchus ili Cearadactylus]
- ?Anhanguera piscator Kellner & Tomida 2000. [također se klasificira kao Coloborhynchus]
- ?Anhanguera spielbergi[4] Veldmeijer 2003 [također se klasificira kao Coloborhynchus]

## Kulturne reference
Tri modela Anhanguere u prirodnoj veličini obješeni su kao da su u letu u izlošku "Terror of the South" na trećem katu Muzeja prirodnih znanosti Sjeverne Karoline.